# 박광설
박광설(1962년 ~ )은 대한민국의 배우이자 무술감독이다.

## 영화 작품

### 출연작
- 1989년 《우리들의 친구 파워 5》
- 1990년 《꿈》 ... 무사 5 역
- 1991년 《가출소년과 쌍코대작전》 ... 흰머리 괴인 역
- 1991년 《별이 빛나는 밤에》 ... 건달 2 역
- 1991년 《신 팔도사나이》
- 1992년 《골목대장 형래와 검은 망또》... 출연, 무술감독
- 1992년 《번개 삼총사와 오서방 화이팅》... 출연, 무술감독
- 1992년 《고독한 실력자》
- 1992년 《복수혈전》(특별출연)
- 1992년 《돈황제》 ... 살수 역
- 1993년 《작은 거인》
- 1993년 《대명》
- 1993년 《무정의 제3부두》 ... 상팔 부하 역
- 1993년 《영 스트리트 파이터》 ... 쌍가트 역
- 1995년 《황제 오작두 3》
- 1996년 《투캅스 2》 ... 사시미 역
- 1996년 《언더그라운드》 ... 킬러 역, 무술감독
- 1996년 《카리스마》 ... 유하춘 역
- 1997년 《일팔일팔》 ... 신도들 역
- 1998년 《고수》 ... 낭인 5 역, 무술감독
- 1998년 《투캅스 3》 무술팀
- 2000년 《사슬》
- 2001년 《게임 오버》 무술보조
- 2005년 《태풍》 ... 씬 친척들 역
- 2006년 《우아한 세계》 무술팀
- 2007년 《숙명》 무술팀
- 2010년 《구르믈 버서난 것처럼》 ... 수문장 2 역
- 2011년 《패는 여자》 ... 노인 역, 무술감독
- 2012년 《연가시》 무술팀
- 2014년 《순수의 시대》 무술팀
- 2014년 《두근두근 내 인생》 무술팀
- 2014년 《역린》 무술팀
- 2014년 《황제를 위하여》무술팀
- 2014년 《국제시장》 무술팀
- 2016년 《봉이 김선달》 무술팀
- 2017년 《군함도》 무술팀
- 2017년 《불한당: 나쁜놈들의 세상》 무술팀
- 2017년 《대립군》무술팀
- 2017년 《남한산성》무술팀
- 2017년 《옥자》 무술팀
- 2017년 《신과 함께 - 인과 연》 무술팀
- 2018년 《엑시트》 무술팀